# Pickens (Mississipi)
Pickens és una població dels Estats Units a l'estat de Mississipi. Segons el cens del 2000 tenia 1.325 habitants.

## Demografia
Segons el cens del 2000, Pickens tenia 1.325 habitants, 452 habitatges, i 333 famílies. La densitat de població era de 409,3 habitants per km².
Dels 452 habitatges en un 34,3% hi vivien nens de menys de 18 anys, en un 34,7% hi vivien parelles casades, en un 33,8% dones solteres, i en un 26,3% no eren unitats familiars. En el 24,6% dels habitatges hi vivien persones soles l'11,1% de les quals corresponia a persones de 65 anys o més que vivien soles. El nombre mitjà de persones vivint en cada habitatge era de 2,93 i el nombre mitjà de persones que vivien en cada família era de 3,52.
Per edats la població es repartia de la següent manera: un 30,9% tenia menys de 18 anys, un 11,2% entre 18 i 24, un 26,8% entre 25 i 44, un 19,7% de 45 a 60 i un 11,4% 65 anys o més.
L'edat mediana era de 30 anys. Per cada 100 dones de 18 o més anys hi havia 81,5 homes.
La renda mediana per habitatge era de 17.330 $ i la renda mediana per família de 20.956 $. Els homes tenien una renda mediana de 23.750 $ mentre que les dones 17.574 $. La renda per capita de la població era de 10.812 $. Entorn del 36,1% de les famílies i el 40,2% de la població estaven per davall del llindar de pobresa.

## Poblacions més properes
El següent diagrama mostra les poblacions més properes.